# Angela Sommer-Bodenburg
Angela Sommer-Bodenburg (née le 18 décembre 1948 à Reinbek) est une romancière allemande. Elle est connue pour sa série de livres de vampires pour enfant, Le Petit Vampire, qui a été adaptée en série télévisée et en film.

## Œuvres

### Le Petit Vampire
- 1979 : Les Visites du petit vampire (titre original : Der kleine Vampir)
- 1980 : Le petit vampire déménage (titre original : Der kleine Vampir zieht um)
- 1982 : Le petit vampire part en vacances (titre original : Der kleine Vampir verreist)
- 1983 : Les Drôles de Vacances du petit vampire (titre original : Der kleine Vampir auf dem Bauernhof)
- 1985 : Le Grand Amour du petit vampire (titre original : Der kleine Vampir und die große Liebe)
- 1985 : Le petit vampire en péril (titre original : Der kleine Vampir in Gefahr)
- 1986 : Le petit vampire au val des Soupirs (titre original : Der kleine Vampir im Jammertal)
- 1988 : Le petit vampire fait la lecture (titre original : Der kleine Vampir liest vor)
- 1989 : Le Petit Vampire - Un patient bien étrange (titre original : Der kleine Vampir und der unheimliche Patient)
- 1989 : Le petit vampire dans la gueule du loup (titre original : Der kleine Vampir in der Höhle des Löwen)
- Der kleine Vampir und der Lichtapparat, 2000 / Anton und der kleine Vampir – Das rätselhafte Programm, 1989
- Der kleine Vampir und der rätselhafte Sarg, 2000 / Anton und der kleine Vampir – Böse Überraschungen, 1989
- Der kleine Vampir und die geheime Verschwörung, 2000 / Anton und der kleine Vampir – Die große Verschwörung, 1989
- Der kleine Vampir und die Klassenfahrt, 2000 / Anton und der kleine Vampir – Die Klassenfahrt, 1990
- Der kleine Vampir feiert Weihnachten, 2000 / Anton und der kleine Vampir – Fröhliche Weihnachten, 1990
- Der kleine Vampir und Graf Dracula, 2001 / Anton und der kleine Vampir – Die Reise zu Graf Dracula, 1993
- Der kleine Vampir und die Tanzstunde, 2001
- Der kleine Vampir hat Geburtstag, 2001
- Der kleine Vampir und die Gruselnacht, 2006
- Der kleine Vampir und die letzte Verwandlung, 2008

### Autres œuvres
- Le Goûter d'anniversaire (Coco geht zum Geburtstag), Paris, Casterman, 1987
- Je frissonne, tu frissonnes (If You Want To Scare Yourself), Paris, Hachette, 1990
- Petitou le hibou (Gerneklein), Paris, Flammarion, 1993